# ماریت بیورگن
ماریت بیورگن ورزشکار زن رشتهٔ اسکی صحرانوردی اهل کشور نروژ است. وی در بین سال‌های ‎۲۰۰۲ تا ۲۰۱۰ میلادی در مسابقات بازی‌های المپیک زمستانی در مجموع ۷ مدال، شامل ۳ مدال طلا و ۳ نقره و ۱ برنز را کسب کرد.